# コバノミツバツツジ
コバノミツバツツジ（小葉の三葉躑躅、学名: Rhododendron reticulatum）は、ツツジ科ツツジ属の落葉低木。
葉が3枚展開するミツバツツジ類の一種で、関東地方南部から中部地方南部に分布するミツバツツジに比べて、葉が多少小さいためこの名となった。

## 特徴
樹高は3m程度になる。
3 - 4月頃に紅紫色 - 淡紫色の花が多数咲き、里山の春を彩る。花は直径約3-4cm。花粉が細い糸でつながった構造をしており、昆虫の体に付着しやすくなっている。また、1本のめしべの回りを取り囲むように10本のおしべがある。花芽からおおむね1つの花が咲く。刈り込んだ後の萌芽力が強くて、日当たりが良い場所では花付きが良い。学名は網目を示し、葉の裏の網目が目立つ。果実は、縦割れができる1cmほどの蒴果で、その中に1ｍｍ程度の種が200ほどできる。日本のミツバツツジ類の中で最初に学名がつけられた。

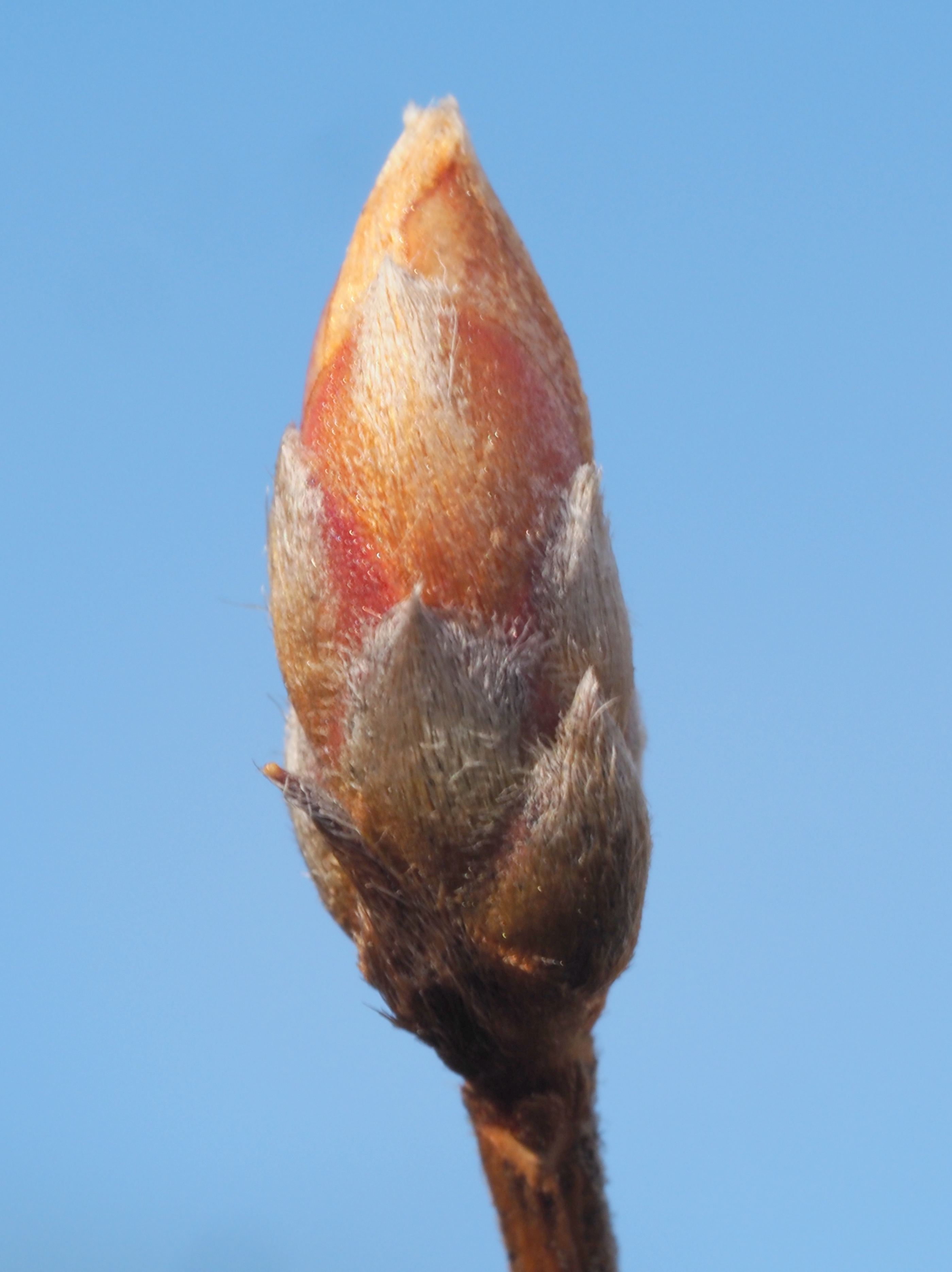
冬芽
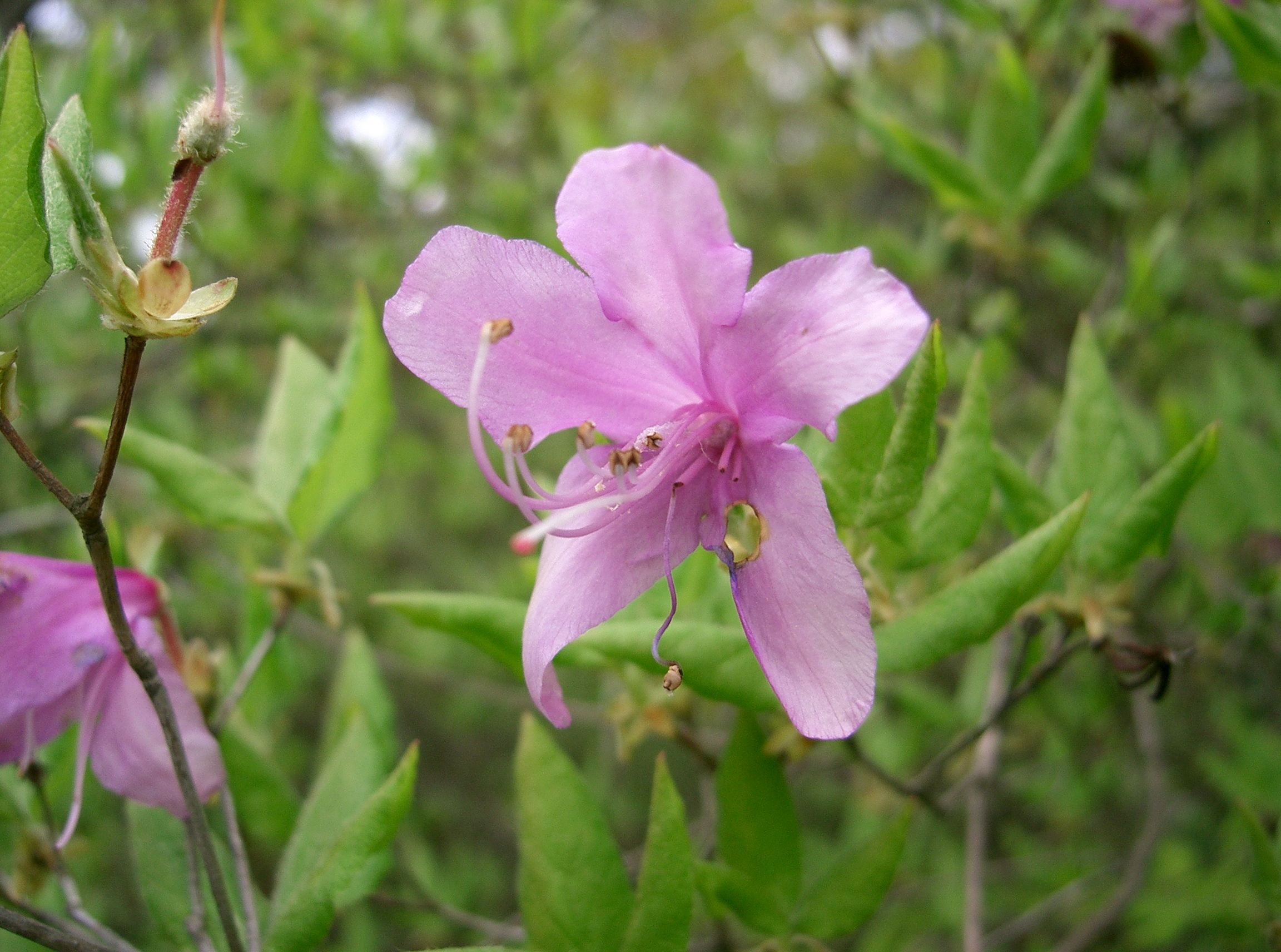
花
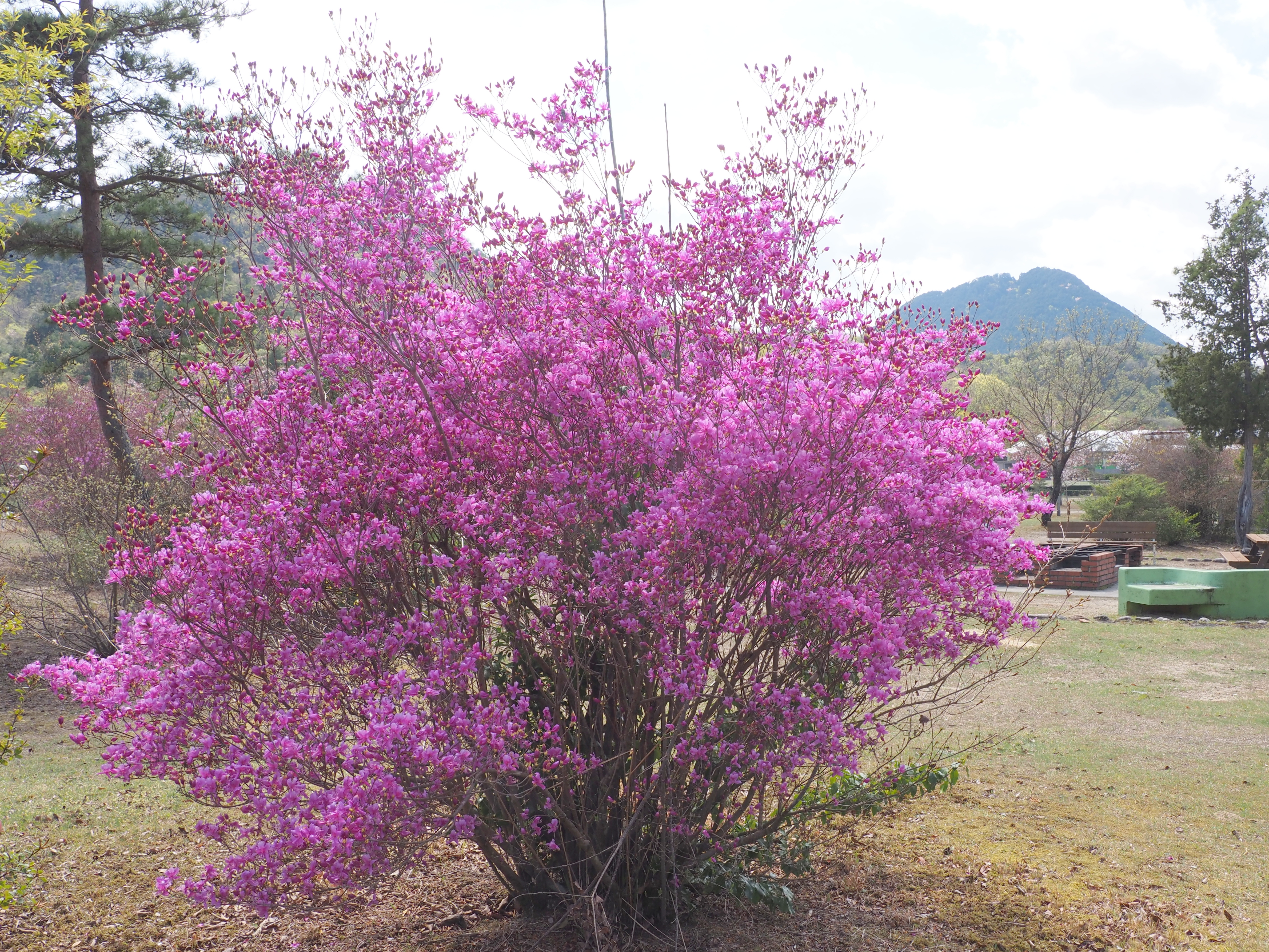
花つきが良い（滋賀県希望が丘文化公園 2021年4月9日)
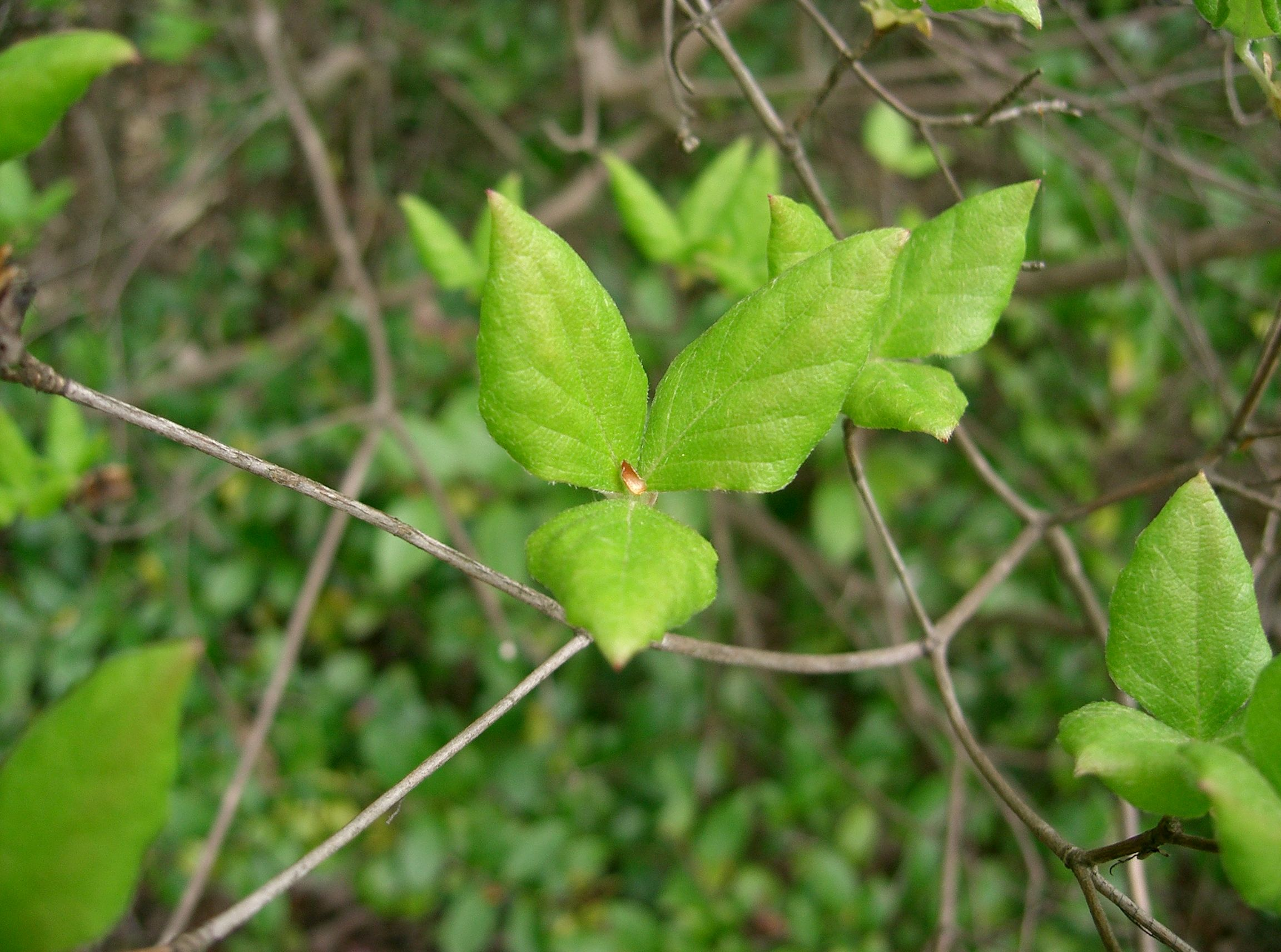
葉
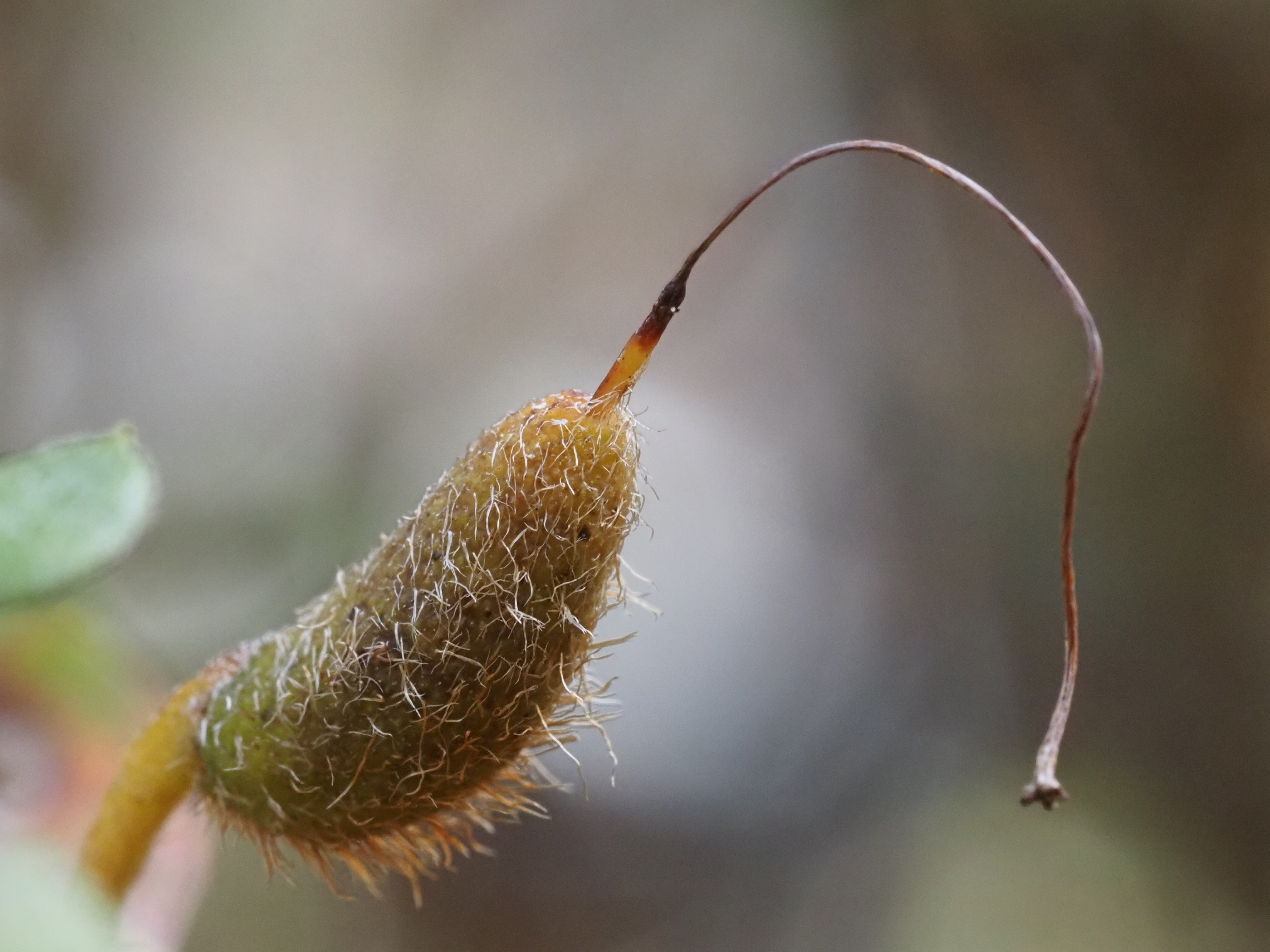
果実

## 分布・生育地
東は神奈川県西部。北は岐阜県の飛騨地方や福井県から、鹿児島県までで、日本のミツバツツジ類の中で最も幅広く分布する。特に愛知県以西の乾燥したアカマツ・コナラ林などではかなり普通に見られる。

### 名所
- 善住禅寺（愛知県豊川市萩町神田）、冨士神社（愛知県豊川市萩町倉戸81番地） - 30,000本程度の群生地、豊川市の天然記念物。
- 伊奈冨神社（三重県鈴鹿市稲生西2丁目24-20、三重県指定の名勝）
- 滋賀県希望が丘文化公園（滋賀県の野洲市、湖南市、竜王町にまたがる）
- 広田神社（兵庫県西宮市大社町112番地、天然記念物） - 20,000m2に十数群落。
- 兵庫県丹波篠山市盃ヶ岳一帯 - 早朝には雲海を背景に多数の群落が見られる。

### 保全活動
- 滋賀県湖南市ハイウェイサイドタウンと湖南市立菩提寺北小学校では、「コバノミツバツツジの郷づくり」と称する保全活動を行っている。[5]
- 岡山県倉敷市中庄の「ツツジ山再生プロジェクト」では、種から育た苗を地区内に植栽し、2014年から毎年「ツツジ写真コンテスト」を実施している[6]。

### 写真

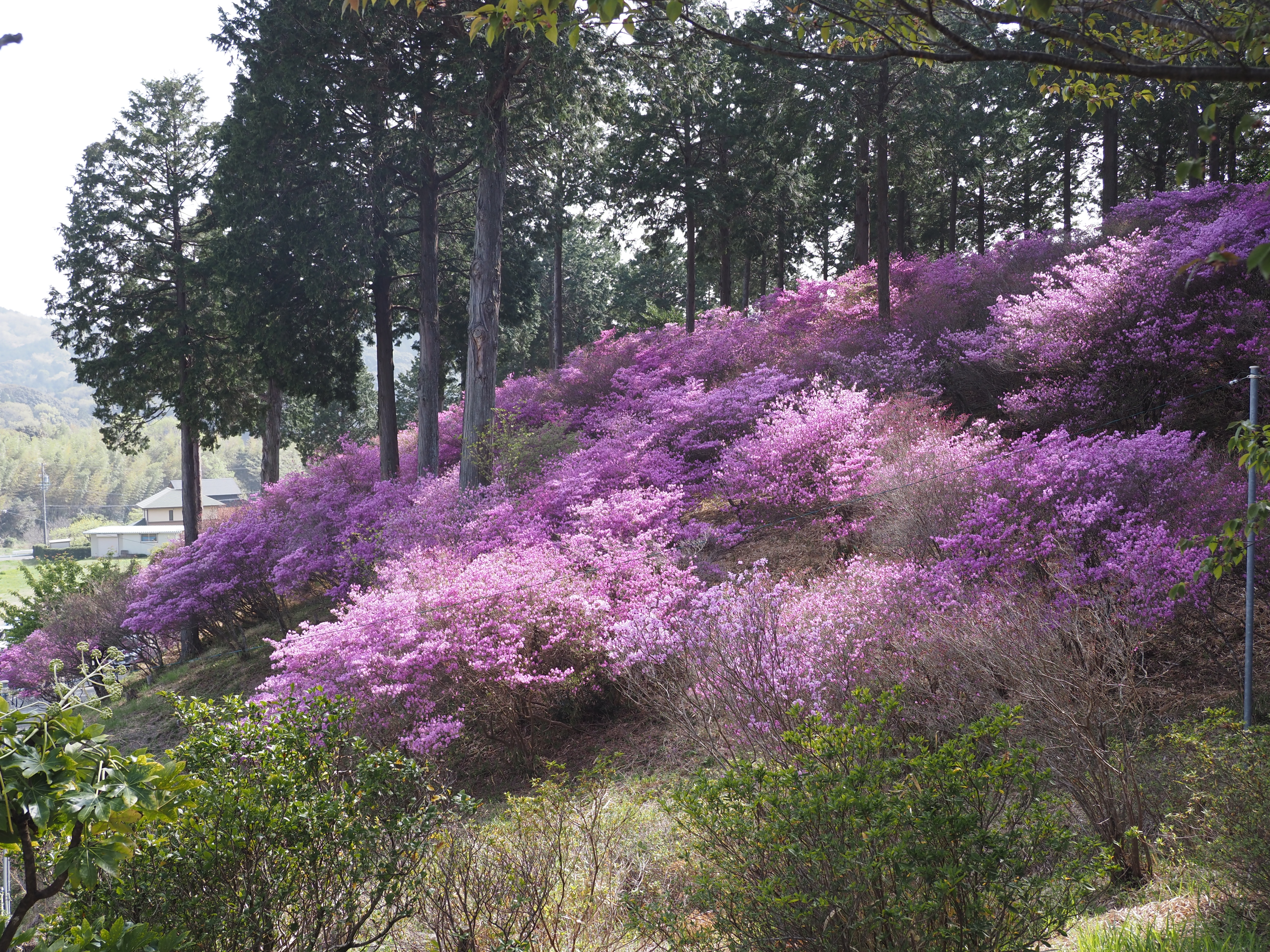
コバノミツバツツジ（善住禅寺）（2021年3月31日）
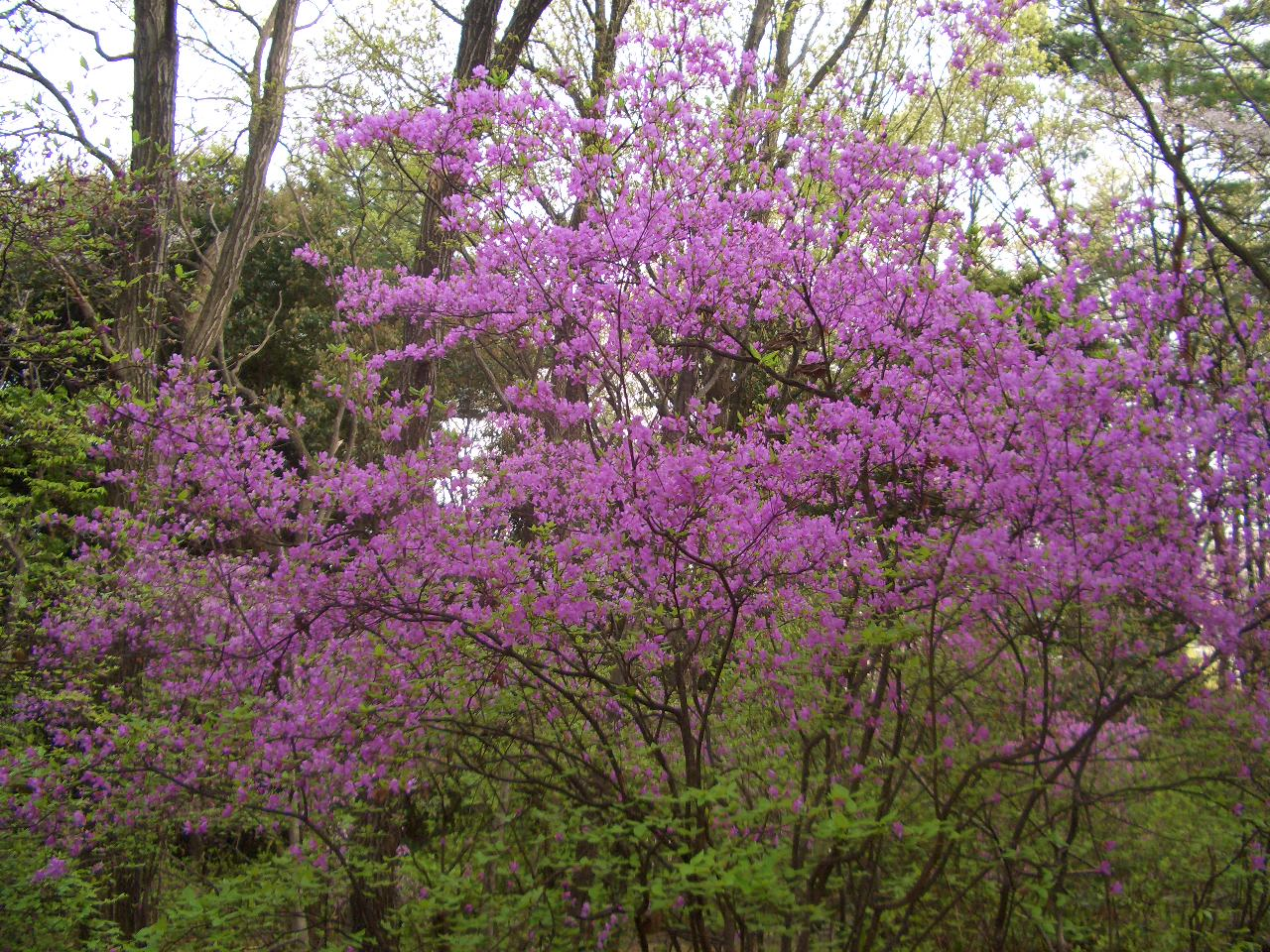
コバノミツバツツジ（吉志部神社）
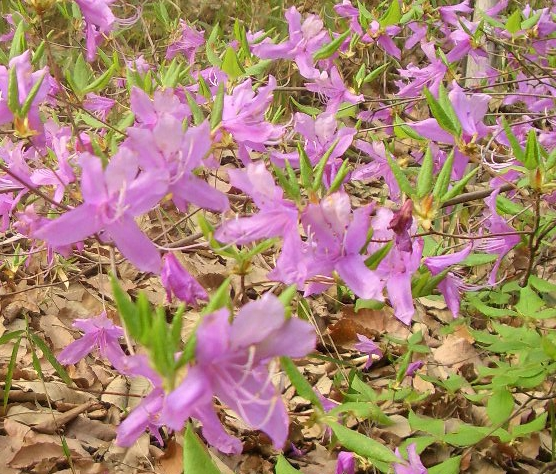
コバノミツバツツジ（吉志部神社）
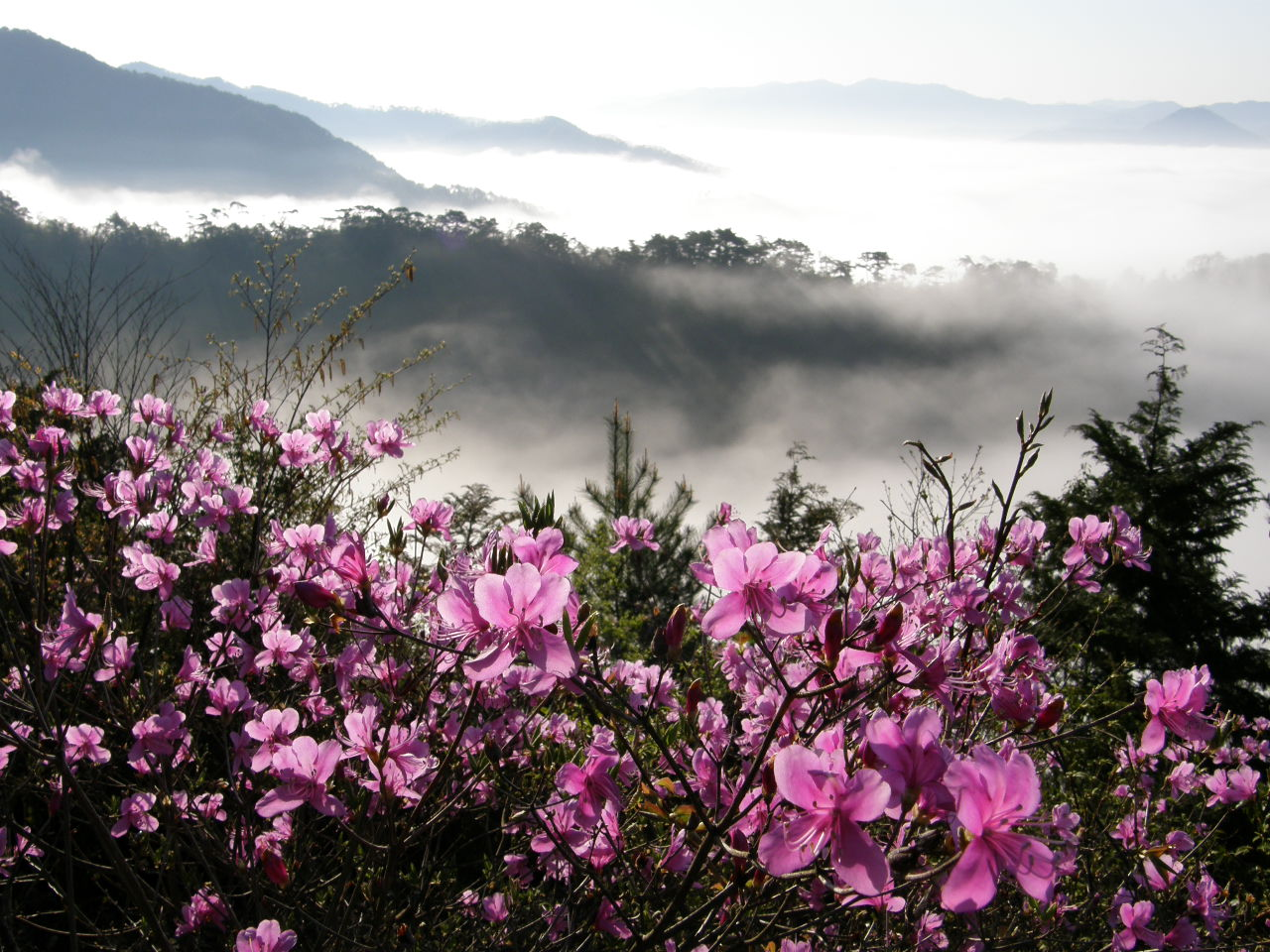
コバノミツバツツジと雲海（盃ヶ岳）
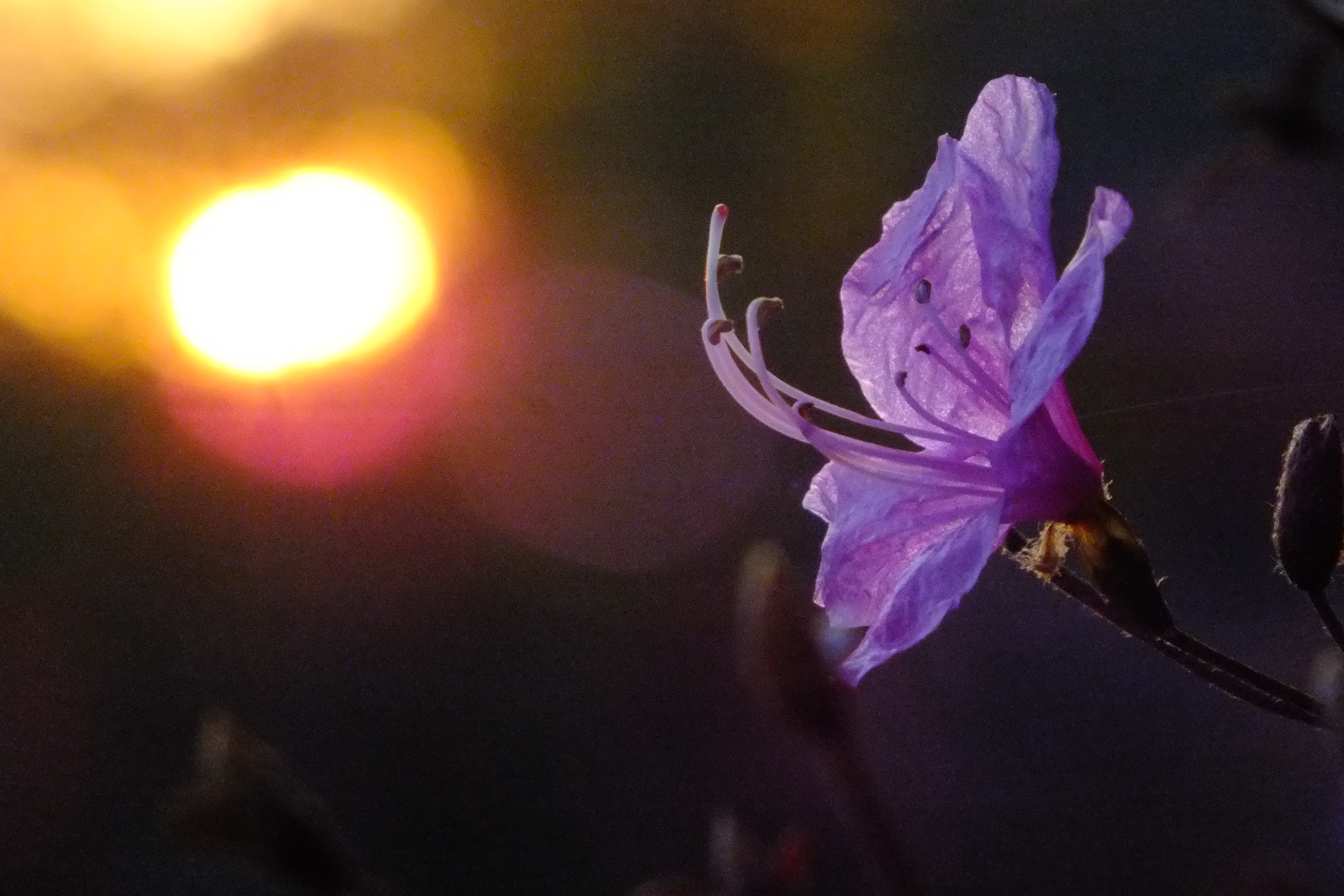
小春日和が続くと秋に開花することもある（2016年11月25日）
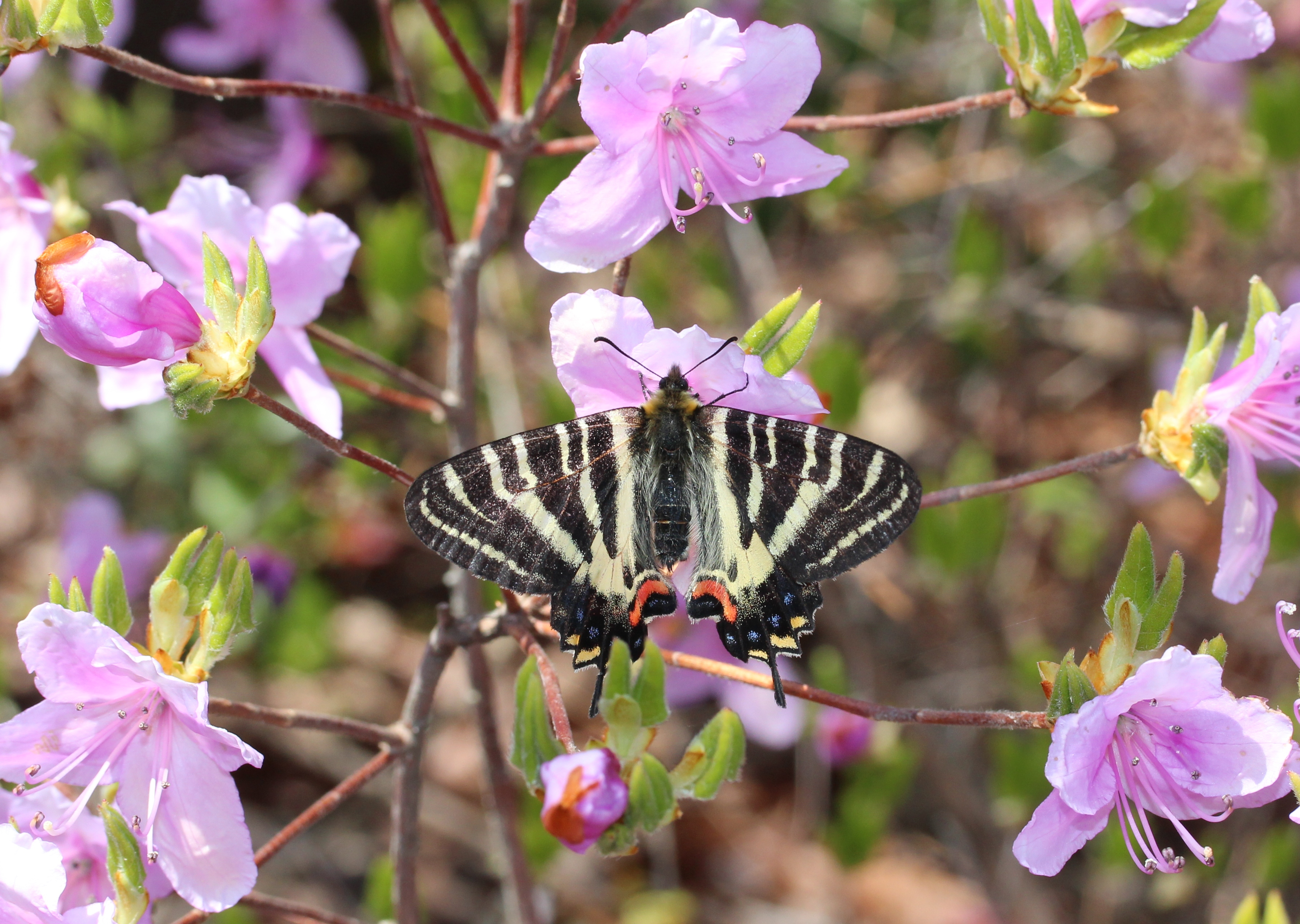
里山で吸蜜するギフチョウ

## 市町村の花
- 岐阜県高山市[7]
- 兵庫県芦屋市[8]
- 滋賀県竜王町[9]
- 山口県田布施町[10]